# Di20
di20 —leído como diventi, traducido en español: te conviertes, un juego de palabras referente a la edad de la artista en su fecha de lanzamiento— es el segundo álbum de estudio de la cantante italiana Francesca Michielin, lanzado el 23 de octubre de 2015 y producido por Michele Canova. Una reedición del álbum fue publicada el 19 de febrero de 2016 bajo el título de di20are junto a cuatro nuevas canciones, incluyendo el sencillo «Nessun grado di separazione», con el que participó en el Festival de la Canción de Eurovisión 2016.

## Lanzamiento
El álbum fue antecedido por la publicación del sencillo «L'amore esiste» el 6 de marzo del 2015, así como también de las canciones «Cigno nero» y «Magnifico» junto al rapero italiano Fedez, además de su participación en la banda sonora de la película The Amazing Spider-Man 2: Rise of Electro de 2014, con la canción «Amazing».
El 21 de octubre de 2015, antes del lanzamiento oficial del disco, Michielin presentó el álbum en un concierto realizado en Milán. El título del disco, di20, es un juego de palabras que la misma cantante utilizó para describir su desarrollo como artista desde la publicación de su primer álbum Riflessi di me, además de su crecimiento entre los 16 a los 20 años de edad.
El 5 de febrero del 2016, fue anunciado una reedición del álbum titulado di20are, el que sería posteriormente lanzado el 19 de febrero del ese mismo año. Las diferencias respecto a la edición original del disco residen en la carátula del disco, que se compone de un nuevo diseño, además de contener cuatro nuevas canciones, de entre las que destaca el sencillo «Nessun grado di separazione», con el que participó en el Festival de la Canción de San Remo 2016, lo que le permitió formar parte además del Festival de Eurovisión 2016, celebrado en la ciudad sueca de Estocolmo (reeditado bajo el título de «No Degree of Separation»).

## Lista de canciones
| di20  |                      |                                                                     |          |  |
| N.º   | Título               | Escritor(es)                                                        | Duración |  |
| 1.    | «diVento»            | Francesca Michielin, Patrizio Simonini                              | 3:36     |  |
| 2.    | «L'amore esiste»     | Fortunato Zampaglione, Michele Canova                               | 3:32     |  |
| 3.    | «Almeno tu»          | Michielin, Colin Munroe, April Bender                               | 3:24     |  |
| 4.    | «Lontano»            | Zampaglione                                                         | 3:06     |  |
| 5.    | «Amazing»            | Michielin, Negin Djafari, Fausto Cogliati                           | 3:31     |  |
| 6.    | «Tutto questo vento» | Michielin, Giovanni Caccamo, Federica Abbate, Gianclaudia Franchini | 3:47     |  |
| 7.    | «Battito di ciglia»  | Michielin, Zampaglione, Canova                                      | 3:38     |  |
| 8.    | «Un cuore in due»    | Michielin, Ermal Meta, Abbate, Matteo Buzzanca                      | 3:32     |  |
| 9.    | «Io e te»            | Michielin, Massimiliano Pelan, Fabio De Martino                     | 3:28     |  |
| 10.   | «Sons and Daughters» | Viktoria Hansen                                                     | 3:55     |  |
| 11.   | «25 febbraio»        | Michielin                                                           | 3:47     |  |
| 39:16 |                      |                                                                     |          |  |

| di20are |                                         |                                                              |          |  |
| N.º     | Título                                  | Escritor(es)                                                 | Duración |  |
| 1.      | «Nessun grado di separazione»           | Francesca Michielin, Cheope, Fabio Gargiulo, Federica Abbate | 3:39     |  |
| 2.      | «L'amore esiste»                        | Fortunato Zampaglione, Michele Canova                        | 3:32     |  |
| 3.      | «Lontano»                               | Zampaglione                                                  | 3:06     |  |
| 4.      | «Amazing»                               | Michielin, Negin Djafari, Fausto Cogliati                    | 3:31     |  |
| 5.      | «È con te»                              | Cheope, Abbate                                               | 3:39     |  |
| 6.      | «Almeno tu»                             | Michielin, Colin Munroe, April Bender                        | 3:24     |  |
| 7.      | «Tutto questo vento»                    | Michielin, Abbate, Giovanni Caccamo, Gianclaudia Franchini   | 3:47     |  |
| 8.      | «Tutto è magnifico»                     | Roberto Casalino, Dario Faini                                | 3:24     |  |
| 9.      | «Un cuore in due»                       | Michielin, Abbate, Matteo Buzzanca, Ermal Meta               | 3:32     |  |
| 10.     | «Battito di ciglia»                     | Michielin, Zampaglione, Canova                               | 3:38     |  |
| 11.     | «25 febbraio»                           | Michielin                                                    | 3:47     |  |
| 12.     | «Io e te»                               | Michielin, Massimiliano Pelan, Fabio De Martino              | 3:28     |  |
| 13.     | «Sons and Daughters»                    | Viktoria Hansen                                              | 3:54     |  |
| 14.     | «diVento»                               | Michielin, Patrizio Simonini                                 | 3:35     |  |
| 15.     | «Nice to Meet You» (Acoustic Live Solo) | Michielin                                                    | 4:18     |  |
| 54:16   |                                         |                                                              |          |  |

## Créditos
Músicos
- Francesca Michielin – voz, coros, piano, sintetizador adicional
- Tim Pierce – guitarra acústica y eléctrica
- Patrizio "Pat" Simonini – guitarra, sintetizador, programación adicional
- Alex Alessandroni, Jr. – piano, rhodes, clavinet, bajo sintetizado
- Christian "Noochie" Rigano – teclados, sintetizador, programación
- Michele Canova Iorfida – sintetizador, sintetizador modular, programación
- Fortunato Zampaglione – programación, teclado adicional (canciones 2 y 7)
- Fausto Cogliati – programación, sintetizador (canción 5)
- GnuQuartet – Instrumento de cuerda frotada (canción 5)
- Michael Landau – guitarra acústica y eléctrica (canción 10)
- Jeff Babko – piano, hammond (canción 10)
- Sean Hurley – bajo (canción 10)
- Victor Indrizzo – batería (canción 10)

Producción
- Francesca Michielin – producción vocal
- Michele Canova Iorfida – grabación, producción, mezcla (Kaneepa Studio)
- Patrizio "Pat" Simonini – grabación (Kaneepa Studios)
- Christian "Noochie" Rigano – grabación (Kaneepa Studios)
- Alberto Gaffuri – grabación, asistencia técnica (Kaneepa Studios)
- Giuseppe Salvadori – grabación (Officine Meccaniche Recording Studios)
- Antonio Baglio – masterización
- Fausto Cogliati – grabación, mezcla, producción (canción 5; Isola Studios)
- Gabriele Gigli – asistencia técnica, mezcla (canción 5; Isola Studios)
- Geoff Neal – grabación (canción 10; Sunset Sound Studio 3)

## Posiciones en las listas

### di20
| Chart (2015)  | Máxima posición |
| ------------- | --------------- |
| Italia (FIMI) | 5               |

### di20are
| Chart (2016)                | Máxima posición |
| --------------------------- | --------------- |
| Italia (FIMI)               | 3               |
| Suiza (Schweizer Hitparade) | 96              |